# 熊本市立富合中学校
熊本市立富合中学校（くまもとしりつ とみあいちゅうがっこう）は、熊本県熊本市南区富合町平原にある公立中学校。熊本市立富合小学校と連携型小中一貫教育を行っている。

## 沿革
- 1947年（昭和22年） - 学制改革により守富中学校（旧守富村）と杉合中学校（旧杉合村）開校。
- 1947年（昭和22年）4月1日 - 守富中学校・杉合中学校を統合し守富村杉合村組合立下益城北部中学校を守富村廻江744番地に開校。
- 1955年（昭和30年）4月1日 - 守富村と杉合村の合併により富合村が発足し、富合村立下益城北部中学校に改称。
- 1971年（昭和46年）4月1日 - 富合村立富合中学校に改称。
- 1971年（昭和46年）8月1日 - 富合村の町制施行により、富合町立富合中学校に改称。
- 2003年（平成15年）7月9日 - 富合町が構造改革特別区域研究開発設置事業（富合町小中一貫教育）計画を申請
- 2003年（平成15年）8月29日 - 認可
- 2004年（平成16年）4月1日 - 構造改革特別区域研究開発設置事業（小中一貫教育）開始
- 2008年（平成20年）10月6日 - 富合町の熊本市への編入により、熊本市立富合中学校に改称。

## 出身者
- 高野裕光（柔道家）